# 日本春蘭
日本春蘭即日本选育的栽培春兰，其分类方法与中国春兰大致相同，但也有其自身特点。

## 概述
东洋兰包括日本本土出产的兰花和中国所定义的“国兰”，中国春蘭中的一茎一花与日本出产的春兰较为接近。

## 花艺

### 花色
唇瓣以外的花瓣除绿色外还有其他颜色。大多数情况下，绿色需要更强的生长条件。
- 红花：红花系（朱、赤、朱金色等）

万寿、紅陽、光琳、金鹄殿、日新、红明、东之花、东之光、医生之誉、神乐姬、极红、金华山、红帝、红天之花、红阳、瑞云香、瑞晃、瑞凤殿、多摩之光、多摩之晚霞、天红香、东颂、桃源香、耕牡丹、福之光 等
- 黄花：（黄花，容易出现绿色）

黄抱、月光 等
- 紫花：

黑牡丹、天紫晃、紫宝、紫牡丹、紫天龙 等
- 白花：

翠苑、松露、白牡丹 等

### 素心
常见於白花，而且茎和唇瓣上没有任何红色斑点。普通的黄绿色花上也可出现素心，不一定是白花。常见於野外。
翠苑 等

## 叶艺
叶艺即兰叶上的花纹，日本将兰叶称为“柄”，将兰叶上出现的叶艺称为“柄物”。